# Sonic the Hedgehog (jogo eletrônico de 2006)
Sonic the Hedgehog (ソニック・ザ・ヘッジホッグ, Sonikku za Hejjihogu) (comumente referido como Sonic 2006 ou Sonic '06) é um jogo eletrônico de ação/plataforma do estilo sandbox desenvolvido pela Sonic Team e publicado pela Sega. Foi produzido em comemoração do 15º aniversário da série Sonic e pretendia ser um reboot para a sétima geração de consoles de jogos eletrônicos, mas acabou tendo problemas no desenvolvimento e teve notas baixas em site de ranqueamento, quanto comparadas com Super Mario Galaxy, Uncharted, Tomb Raider: Legend e Assassin's Creed. Os jogadores controlam Sonic, Shadow, e o novo personagem Silver, que lutam contra Solaris, um antigo mal perseguido por Doctor Eggman. Cada personagem jogável tem sua própria campanha e habilidades e deve completar os níveis, explorar mundos centrais e lutar contra chefes para avançar na história. Nos modos multijogador, os jogadores podem trabalhar cooperativamente para coletar Esmeraldas do Caos ou correr até o final de um nível.
O desenvolvimento começou em 2004, liderado pelo co-criador do Sonic, Yuji Naka. A Sonic Team procurou criar um jogo atraente na veia de filmes de super-heróis como Batman Begins, esperando que ele avançasse a série com um tom realista e vários estilos de jogabilidade. Problemas se desenvolveram depois que Naka se demitiu para formar sua própria empresa, a Prope. A equipe se dividiu para trabalhar no jogo de Wii Sonic and the Secret Rings (2007), resultando num apressamento para finalizar Sonic the Hedgehog até a temporada de férias. Foi lançado para o Xbox 360 em novembro de 2006 e para o PlayStation 3 no mês seguinte. Versões para Wii e Windows foram canceladas. Conteúdo para download com novos modos single-player foi lançado em 2007.
Sonic the Hedgehog recebeu elogios em apresentações de pré-lançamento, já que os jornalistas acreditavam que ele poderia voltar às raízes da série depois de anos de críticas mistas. No entanto, foi um fracasso crítico. Os revisores criticaram seus tempos de carregamento, sistema de câmeras, história, estabilidade e controles, e é frequentemente descrito como um dos piores jogos da série. Em 2010, a Sega retirou Sonic the Hedgehog dos varejistas, após a decisão de remover todos os jogos de Sonic com pontuações abaixo da média para aumentar o valor da marca. Seu fracasso levou a repensar a direção da série; jogos futuros ignoraram seu tom e a maioria dos personagens.

## Jogabilidade
Sonic the Hedgehog é um jogo de plataforma tridimensional com elementos de ação-aventura e role-playing. Os personagens principais do jogador são o Sonic, Silver ou Shadow the Hedgehog, mas outros estão disponíveis por curtos períodos. Os três principais personagens são controlados em campanhas separadas intituladas "capítulos". Os níveis de Sonic geralmente se concentram na plataforma baseada em velocidade freqüentemente vista na série Sonic, com algumas seções que o mesmo tem que ir correndo na velocidade máxima e tentando evitar obstáculos; Outros são acompanhando a princesa Elise, que pode protegê-lo com uma barreira especial. As seções de Shadow são igualmente rápidas, embora alguns segmentos o vejam pilotando veículos, como uma motocicleta. Em contraste, os níveis de Silver movem-se em um ritmo mais lento, e giram em torno de seu uso de telecinese para derrotar inimigos e resolver enigmas. Em determinadas áreas, o controle é transferido para um personagem amigo (Tails ou Knuckles para Sonic, Rouge ou Omega para Shadow, e Amy ou Blaze para Silver), cada um com suas próprias habilidades.
Embora cada personagem jogue os mesmos níveis, as habilidades únicas de cada personagem permitem que o jogador acesse diferentes áreas de cada estágio e negue ao jogador o acesso a determinados itens. Dispersos ao redor de níveis são anéis de ouro, que servem como uma forma de saúde: se um personagem tem pelo menos um em sua posse e é atingido por um inimigo, eles vão sobreviver, embora os seus anéis serão espalhados e piscar antes de desaparecer. Sonic, Shadow e Silver iniciam o jogo com um número limitado de vidas. Uma vida é perdida quando os personagens são atingidos por um ataque inimigo enquanto estiver sem anéis ou sofrer qualquer outro tipo de dano. Se o jogador ficar sem vida, o jogo acabou. Em cada história, o jogador navega através de Hub Worlds, conhecidos como Estágios de Cidade, onde eles podem conversar com as pessoas da cidade para progredir a história. O gameplay principal ocorre nos estágios do Hub World que se tornam acessíveis como o jogo progride.
O jogo possui dois modos multiplayer: "Tag", onde dois jogadores devem trabalhar juntos para limpar os níveis e coletar Chaos Emeralds; E "Battle", um modo multiplayer onde dois jogadores competem uns contra os outros. Várias extensões para download foram lançadas que adicionam recursos para a jogabilidade de um jogador. Estes incluem o modo "Muito Difícil", uma versão mais difícil do jogo; Modos "Boss Attack", que permitem que um personagem jogável se envolva em batalhas contínuas com todos os chefes do jogo; E "Team Attack Amigo", que envia jogadores através de uma multidão de níveis em uma ordem definida, mudando para um personagem "amigo" diferente a cada dois ou três níveis, culminando em uma luta de chefe.

## Enredo
A história desse jogo se passa em Soleanna (inspirada por Veneza, a famosa cidade italiana), uma cidade-reino que provavelmente fica na Europa, já que a arquitetura da cidade lembra muito esse continente.
Tudo começa no Festival do Sol, onde a princesa Elise aparece em público e é atacada por Eggman e seus robôs, pois o vilão está interessado num segredo que envolve a princesa, as "Chamas do Desastre". Dr. Eggman precisa das Chamas para finalmente conquistar o mundo, mas isso só acontecerá se a princesa chorar. Elise acaba sendo salva por Sonic, mas Eggman aproveita um descuido do ouriço e consegue raptar a princesa.
Logo se descobre que as Chamas do Desastre foram criadas em laboratório e que o pai de Elise, o monarca de Soleanna, financiava o projeto, mas um acidente acontece e os cientistas e o pai de Elise acabam mortos. No seu leito de morte o rei faz Elise jurar nunca contar esse segredo, nunca chorar, se tornar uma rainha e governar Soleanna sabiamente.
Outros personagens aparecem, como Silver, um ouriço prateado que veio de um futuro caótico que foi destruído por Iblis, um perverso monstro que atormenta esse futuro, e Shadow, agora definitivamente no lado dos heróis, com o objetivo de derrotar Mephiles the Dark (em português Mephiles o Sombrio) e evitar que ele se una a Iblis, para impedir o nascimento de Solaris.

## Lançamento
Sonic the Hedgehog foi lançado pela primeira vez para o Xbox 360 na América do Norte em 14 de novembro de 2006, seguido pela versão de PlayStation 3 em 30 de janeiro de 2007. O jogo também foi disponibilizado na Xbox Live.
Em setembro de 2010, vários jogos da série Sonic com notas médias ou abaixo do normal no site Metacritic, incluindo Sonic the Hedgehog, foram tiradas de lojas em várias cidades, a fim de aumentar o valor da marca após a recepção positiva para Sonic the Hedgehog 4: Episódio I e Sonic Colors.

## Trilha Sonora
O tema principal do jogo, "His World", escrito por Tomoya Ohtani, foi interpretado por Ali Tabatabaee e Matty Lewis da banda Zebrahead. O artista de R & B, Akon executou um remix da canção "Dreams Come True". "Sweet Sweet Sweet" é o tema de encerramento japonês da história do Sonic com uma versão americana intitulada "Sweet Dreams". "Dreams Come True" é  uma canção original de seu álbum de 1992, e foi usado também como o tema de encerramento de Sonic the Hedgehog 2 (16-bit). 3 discos com os efeitos sonoros especiais, e um disco musical com musicas cantadas intitulado "Sonic the Hedgehog Vocal Traxx: Several Wills" foi lançado logo após o lançamento do jogo.

## Recepção
O jogo não foi muito bem recebido pela crítica mundial. Foram muitas as críticas negativas, como o gameplay, o enredo e os excessivos bugs, que atrapalhavam o jogador ao decorrer do jogo.